# Liste der denkmalgeschützten Objekte in Köstendorf
Die Liste der denkmalgeschützten Objekte in Köstendorf enthält die 7 denkmalgeschützten, unbeweglichen Objekte der Gemeinde Köstendorf.

## Denkmäler
| Foto |                 | Denkmal                                                                             | Standort                                    | Beschreibung | Metadaten |
| ---- | --------------- | ----------------------------------------------------------------------------------- | ------------------------------------------- | --- | --- |
| ja   | Datei hochladen | Pfarrhof HERIS-ID: 15882 Objekt-ID: 12134                                           | Am Dechanthof 1 Standort KG: Köstendorf     | Der zweigeschoßige barocke Pfarrhof nördlich der Kirche wurde Anfang des 18. Jahrhunderts errichtet. | BDA-Hist.: Q37801186 Status: § 2a Stand der BDA-Liste: 2025-06-30 Name: Pfarrhof GstNr.: 1915 Dechanthof, Köstendorf                                                                        |
| ja   | Datei hochladen | Brunnen im Pfarrhof HERIS-ID: 15880 Objekt-ID: 12132                                | bei Am Dechanthof 1 Standort KG: Köstendorf | Das barocke Brunnenbecken mit Kleeblattausbuchtungen wurde 1812 von der Dompropstei Salzburg hierher übertragen. | BDA-Hist.: Q37801164 Status: § 2a Stand der BDA-Liste: 2025-06-30 Name: Brunnen im Pfarrhof GstNr.: 1915                                                                                    |
| ja   | Datei hochladen | Kooperatorenstöckl HERIS-ID: 15881 Objekt-ID: 12133                                 | Am Dechanthof 2 Standort KG: Köstendorf     | Das zweigeschoßige Kooperatorenstöckl mit Traufkehle unter einem Zeltdach stammt aus dem Jahr 1718. | BDA-Hist.: Q37801179 Status: § 2a Stand der BDA-Liste: 2025-06-30 Name: Kooperatorenstöckl GstNr.: 1915                                                                                     |
| ja   | Datei hochladen | Kath. Filialkirche hl. Johannes d. T. am Berg HERIS-ID: 15877 Objekt-ID: 12129      | südlich Gramling 11 Standort KG: Köstendorf | Die im Kern spätgotische, später barockisierte Saalkirche steht östlich von Köstendorf auf einer Anhöhe. Die Untergeschoße des Westturms stammen aus der Zeit der Gotik, der Achteckaufsatz mit Doppelzwiebelhelm aus dem Barock. Das dreijochige Langhaus ist durch einen eingezogenen Triumphbogen mit dem etwas schmäleren Chor verbunden. Die Einrichtung stammt vom Anfang des 18. Jahrhunderts. | BDA-Hist.: Q37801002 Status: § 2a Stand der BDA-Liste: 2025-06-30 Name: Kath. Filialkirche hl. Johannes d. T. am Berg GstNr.: 5047 Filialkirche hl. Johannes der Täufer am Berg, Köstendorf |
| ja   | Datei hochladen | Kath. Filialkirche hl. Leonhard HERIS-ID: 15875 Objekt-ID: 12127                    | Weng Standort KG: Köstendorf                | Die Saalkirche steht erhöht in der Mitte des Weilers Weng. Sie ist im Kern gotisch und wurde in der 1. Hälfte des 18. Jahrhunderts barockisiert. Der verschindelte Dachreiter wurde im 19. Jahrhundert zweimal erneuert. Der frei stehende Hochaltar stammt ursprünglich aus den Jahren 1687 bis 1689.                                                                                                | BDA-Hist.: Q37800576 Status: § 2a Stand der BDA-Liste: 2025-06-30 Name: Kath. Filialkirche hl. Leonhard GstNr.: 5655 Filialkirche hl. Leonhard, Weng                                        |
| ja   | Datei hochladen | Kath. Pfarrkirche Unserer Lieben Frau Geburt HERIS-ID: 15878 Objekt-ID: 12130       | Standort KG: Köstendorf                     | → Hauptartikel : Pfarrkirche Köstendorf f1 | BDA-Hist.: Q20680298 Status: § 2a Stand der BDA-Liste: 2025-06-30 Name: Kath. Pfarrkirche Unserer Lieben Frau Geburt GstNr.: .106 Church of the Nativity of the Virgin Mary (Köstendorf)    |
| ja   | Datei hochladen | Kath. Filialkirche hl. Margaretha in Tödtleinsdorf HERIS-ID: 15876 Objekt-ID: 12128 | Tödtleinsdorf Standort KG: Tödtleinsdorf    | Die im Kern gotische kleine Kirche wurde um 1738 barock umgebaut und erhielt damals ihren Schindeldachreiter mit Doppelzwiebelhelm. Der Hochaltar aus dem 17. Jahrhundert wurde im Jahr 1720 von der Filialkirche St. Johann am Berge hierher übertragen. | BDA-Hist.: Q37800787 Status: § 2a Stand der BDA-Liste: 2025-06-30 Name: Kath. Filialkirche hl. Margaretha in Tödtleinsdorf GstNr.: 166 Filialkirche hl. Margaretha, Tödtleinsdorf           |